# アーサー・キル

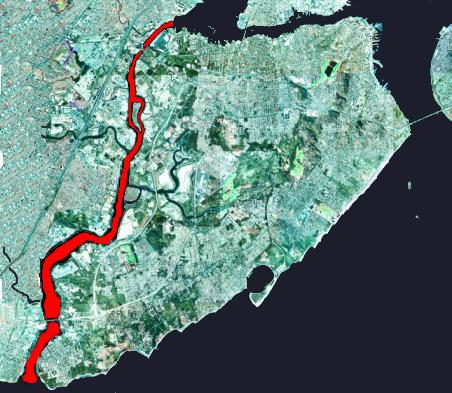
赤で示した部分がアーサー・キルである。ニュージャージーとスタテンアイランドを分かち、南側がラリタン湾に、北側がニューアーク湾につながっている。

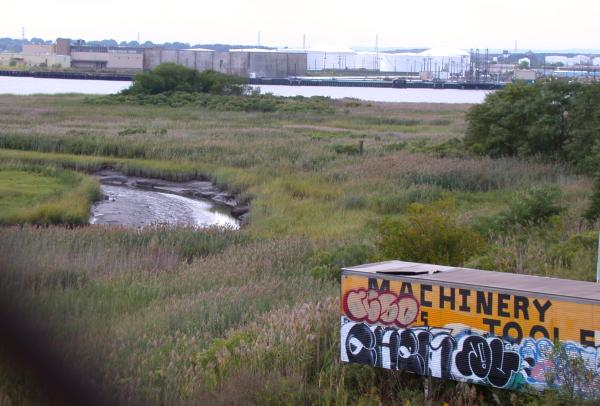
スタテンアイランドから見たアーサー・キル。背景に見えるのはニュージャージーのカーテレット（Carteret）区。手前に小さな小川が見える。

アーサー・キル（Arthur Kill）は、アメリカ合衆国のニュージャージー州本土と、ニューヨーク州スタテンアイランドとを分かつ潮汐海峡である。キル（Kill）は、中世オランダ語の「kille」に由来し、「河床」あるいは「水路」を意味する。「スタテンアイランド・サウンド（Staten Island Sound）」とも呼ばれる。

## 詳細
海峡の長さはおよそ10マイル（16km）で、南端はラリタン湾（Raritan Bay）に、北端はニューアーク湾（Newark Bay）につながっている。ニュージャージー側には主に工場が、スタテンアイランド側には主に塩沼が並んでいる。
海峡は、海上を行くコンテナ船がポート・ニューアーク貨物船ターミナルや、海峡に沿って立ち並ぶ工業施設に進入するための重要な水路となっている。また、現在は閉鎖されているスタテンアイランドのフレッシュ・キルズごみ埋め立て地（Fresh Kills Landfill）への主要な通路でもあった。
水路は商業船の通路を確保するため定期的に川底をさらって、水深が35～37フィート（11m）、幅が600フィート（183m）になるように保たれている。
ハドソン川河口の近くにあるニューヨーク港の干満の流れが複雑であるために、アーサー・キルの水の循環は大きな課題になっている。特に海峡の流水網はいまだ設立されていない。
海峡にはゴーサルズ橋（Goethals Bridge）やアウター横断橋（Outerbridge Crossing）などの橋がかかっていて、特にアーサー・キルつり上げ式可動橋（Arthur Kill Vertical Lift Bridge）は、鉄道橋としてはアメリカ最大のものである。
プロールズ島（Prall's Island）およびメドウズ島（Isle of Meadows）という二つの小さな無人島があり、どちらもスタテンアイランドの行政区に所属している。

## 地質学的性質
アーサー・キルは、地質時代にハドソン川本流が土砂の堆積や氷河によって狭められたためにできた流路であった。アーサー・キルの幅の広さは、この流路がかなりの期間、周辺一帯を流域としていたことを示唆している。しかしながらハドソン川が広範な氾濫原を形成するだけの時間がなかったため、アーサー・キルがハドソン川本流となることはなかった。

## 支流
- エリザベス川（Elizabeth River）
- ローウェイ川（Rahway River）
- パサイック川（Passaic River）
- ハッケンサック川（Hackensack River）